# Horst Friedrichs (Autor)
Horst Friedrichs (* 1943 in Hamburg) ist ein deutscher Heftroman-Autor und -Übersetzer.

## Leben
Friedrichs, der zunächst eine kaufmännische Lehre absolvierte, arbeitete fast 20 Jahre lang als Pressefotograf, Journalist und Redakteur für Zeitungen in Bremen, Nordrhein-Westfalen und Niedersachsen. Daneben schrieb er unter dem Pseudonym Ken Roycroft seit 1967, hauptsächlich für den Bastei-Verlag, Heftromane; seit 1987 konzentriert er sich auf letztere Aufgabe.
Horst Friedrichs war vor allem als Autor für Jerry Cotton tätig. Allein für diese Serie schrieb er um 300 Hefte und 50 Taschenbücher. Daneben schrieb er für viele andere Krimi-, Western- und Grusel-Serien, wie Fledermaus, Kommissar X, Ronco, Lobo, Seewölfe (als Burt Frederick), Lassiter, Spionage-Roman, Gespenster-Krimi, Geister-Western, Professor Zamorra, Trucker-King, Jack Slade, Der Bundesbulle (eine bearbeitete Neuausgabe von Peter Hebels Serie Peter Mattek, zu der er vier neue Romane beisteuerte), Vampire, Western-Legenden, Chicago. Leider wurden die meisten Werke nur unter Verlagspseudonym oder gänzlich ohne Autorennennung veröffentlicht.
Daneben war er auch als Übersetzer tätig, schrieb Romane zu Spielfilmen (u. a. The Crow), Fernsehserien und Jugendliteratur.
Sein Gesamtwerk beläuft sich auf ca. 650 Romane, die millionenfach verkauft wurden, und 50 Übersetzungen.
Friedrichs ist Jazzfan und Hobby-Posaunist. Er ist seit 1960 aktives Mitglied des Jazzclubs Nienburg, der rund zwei Jahre zuvor im Dezember 1957 gegründet wurde. 2007 veröffentlichte er eine Geschichte dieses Jazzclubs.